# Verbena
Verbina (Verbena L.)  este un gen de plante originar din regiunile tropicale și subtropicale ale Americii. Cuprinde circa 195 specii de plante erbacee sau perene, arbuști și semiarbuști.

## Specii
Cuprinde circa 195 de specii.

## Legături externe
- „Verbena” în Dicționar dendrofloricol la DEX online